# 山口県道308号明木美東線
山口県道308号明木美東線（やまぐちけんどう308ごう あきらぎみとうせん）は、山口県萩市から美祢市に至る一般県道である。

## 概要
萩市大字明木から美祢市美東町赤に至る。

### 路線データ
- 起点：萩市大字明木（国道262号交点）
- 終点：美祢市美東町赤（山口県道28号小郡三隅線交点）

## 歴史
- 1958年（昭和33年）10月1日 - 山口県告示第644号の2により認定される。
- 1972年（昭和47年） - 山口県の県道番号再編により現行の路線番号に変更される。
- 2005年（平成17年）
  - 3月6日 - 萩市と阿武郡に属する6町村（須佐町・田万川町・旭村・川上村・福栄村・むつみ村）が対等合併して改めて萩市が発足したことに伴い起点の地名表記が変更される（阿武郡旭村明木→萩市明木）。
  - 3月22日 - 沿線にあった大津郡三隅町が他の大津郡に属する2町（日置町・油谷町）とともに長門市と対等合併し、長門市の一部になる。
- 2008年（平成20年）3月21日 - 美祢市と美祢郡に属する2町（美東町・秋芳町）が対等合併して新設の美祢市が発足したことに伴い終点の地名表記が変更される（美祢郡美東町赤→美祢市美東町赤）。

## 路線状況

### 重複区間
- 国道490号（萩市大字山田）

## 地理

### 通過する自治体
- 山口県
  - 萩市 - 長門市 - 美祢市

### 交差する道路
| 交差する道路                        | 市町村名 | 交差する場所 | 交差する場所 |
| ----------------------------------- | -------- | ------------ | ------------ |
| 国道262号 山口県道32号萩秋芳線 重複 | 萩市     | 大字明木     | 起点         |
| 国道490号 重複区間起点              | 萩市     | 大字山田     |              |
| 国道490号 重複区間終点              | 萩市     | 大字山田     |              |
| 山口県道28号小郡三隅線              | 美祢市   | 美東町赤     | 終点         |

### 沿線
- 萩市役所 旭総合事務所
- 萩市立明木図書館
- 萩市立木間小学校
- 萩市立木間中学校
- 萩往還
- 中国自然歩道

### 峠
- 小野峠（萩 - 長門市）